# Nadine Landowski
Pour les articles homonymes, voir Landowski.
Nadine Landowski, épouse Landowski-Chabannes, née le 1er juin 1908 à Boulogne-Billancourt et décédée le 14 janvier 1944, est une artiste peintre française.

## Biographie
Elle est la fille du sculpteur Paul Landowski et la petite-fille d'Henri-Paul Nénot. Elle étudie au lycée Molière (Paris) et épouse le futur producteur Jacques Chabannes.
Ils se marient en 1932 et ont une fille l'année suivante.
Elle commence une carrière de peintre, exposant dans divers salons et réalise des décors pour des pièces de théâtre : Jugement dernier des Rois de Sylvain Maréchal, Quatorze juillet, de Romain Rolland, souvent mise en scène par son mari.
Elle collabore au journal Notre Temps, où elle tient tous les jeudis la rubrique "Beaux Arts", à la revue L'Art et les artistes, au Petit journal. Elle publie également des nouvelles. 

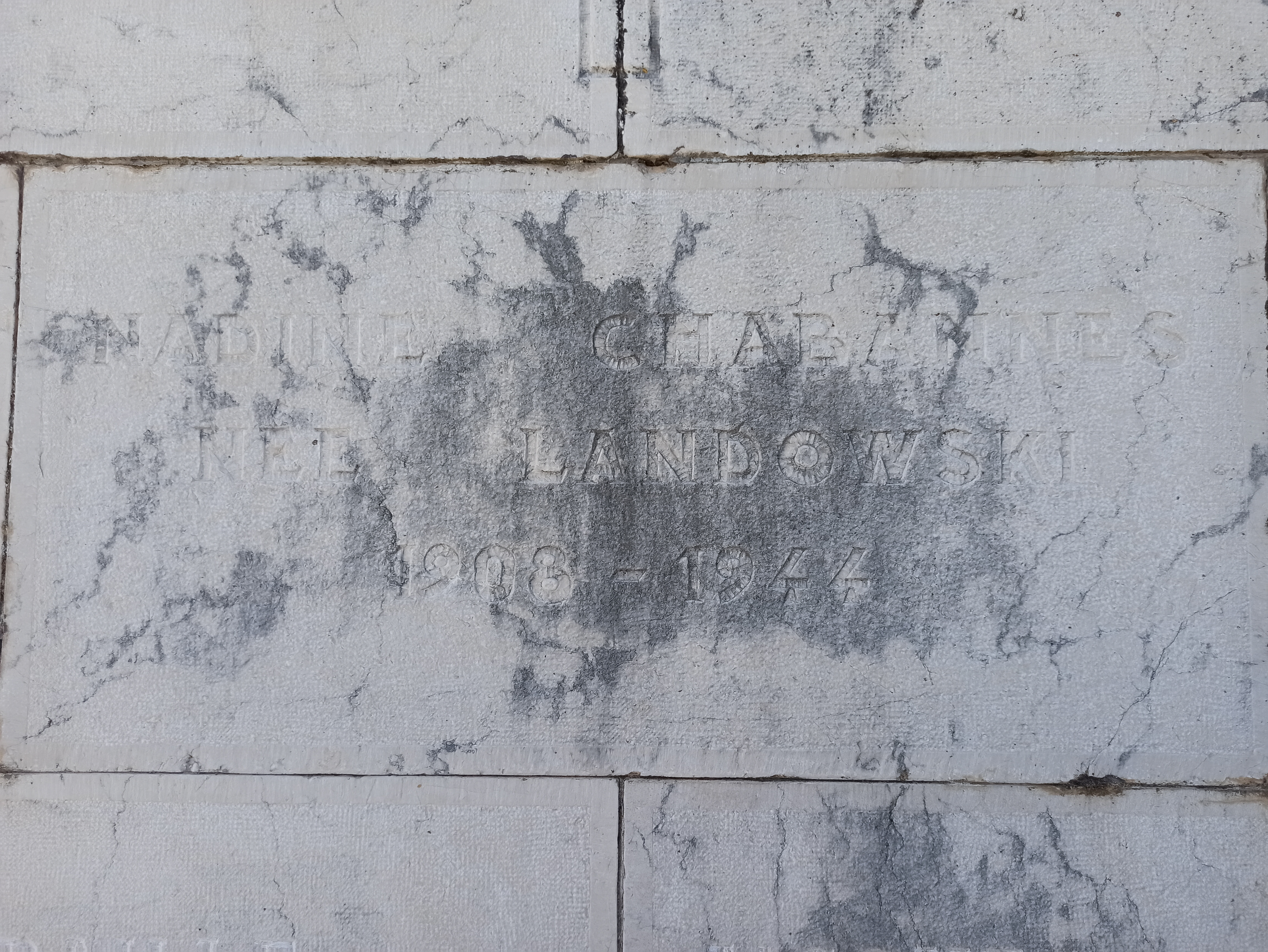
Inscription sur la tombe de Nadine Landowski dans le mausolée créé par son grand-père dans le cimetière de Gassin.

Vers la fin de sa vie, elle évolue vers un mysticisme catholique et peint une fresque religieuse dans une église provençale, au Brusc.
En janvier 1944, alors qu'elle se trouve à La Croix-Valmer, elle tombe malade de diphtérie qui se complique et entraîne son décès. Elle est enterrée au cimetière de Gassin.

## Œuvre
Plusieurs de ses œuvres sont entrées dans les collections nationales en 1938, 1950,.
Elle a participé à de nombreux salons de peinture :
- 1932 : Une manifestation de l'art chez la femme, galerie Jean Charpentier, Paris[11]
- 1936 : salon des Tuileries, Paris : présentation de la toile Souvenir des Balkans [12],[13]
- 1936 : salon d'Automne, Paris[14]
- 1936 : Exposition d'été à Bandol[15]
- 1937 : Exposition internationale des arts et des techniques dans la vie moderne à Paris[16]
- 1938 : Exposition des Femmes artistes modernes (FAM)[17]
- 1938 : salon d'Automne[18]
- 1938 : Salon des Tuileries[19]
- 1939 : salon des Peintres et sculpteurs de la vallée du Grand-Morin, Crécy-en-Brie[20]
- 1939 : salon des Tuileries, Paris[21]
- 1939 : salon de la Piste à l'Écran, Paris[22]
- 1940 : Riverside Museum, New York[23]
- 1942 : salon de l'art vivant, Toulon : présentation de la toile Portrait de jeune fille

### Fresque
- 1941 : Fresque du chœur de l'église du Brusc[24],[25].

### Décors
- 1934 : Vel d'Hiv', écrite et mise en scène par Jacques Chabannes[26]
- 1936 : Jugement des Rois derniers de Sylvain Maréchal, mise en scène par Jacques Chabannes[3]
- 1936 : 14 juillet de Romain Rolland, mis en scène par Jacques Chabannes[27]
- 1936 : Monsieur Prudhomme d'Henry Monnier, mise en scène par Jacques Chabannes[28]
- 1937 : Enfance de Jean-Christophe de Romain Rolland [29]
- 1940 : Entre deux rondes de Marcel Samuel-Rousseau, chorégraphie de Serge Lifar
- 1937 : Pas de ça chez nous de Sinclair Lewis, mise en scène d'Henri Lesieur[30]

### Ouvrage
- Jacques Chabannes (ill. Nadine Landowski), Orient Express. Choses vues, Paris, éditions Notre Temps, 1934, 157 p.

### Actrice
- 1936 : Liberté !, sous la direction de Léon Ruth, mise en scène de Jacques Chabannes [31]